# Малофеев, Константин Валерьевич
Константин Валерьевич Малофеев (род. 3 июля 1974, Пущино, Московская область) — российский предприниматель, миллиардер, политик и общественный деятель, владелец акций «Ростелекома», председатель совета директоров группы компаний «Царьград», заместитель Главы Всемирного Русского Народного Собора, основатель телеканала Царьград ТВ, председатель общества «Царьград», один из финансистов «русского мира».
С 2014 года политик-предприниматель находится под санкциями 27 стран Европейского союза, США, Канады, с 2017 года — в международном розыске, а затем под дополнительными санкциями (Великобритании, Швейцарии, Австралии, Японии и других государств).

## Биография
Родился 3 июля 1974 года в подмосковном наукограде Пущино.
В 1991 году окончил среднюю школу № 1 города Пущино с серебряной медалью, окончил также художественную школу, предпочтение отдавал скульптуре.
С 1989 года принимал участие в работе русско-американских экологических лагерей «People To People».
В 1991—1996 годах учился в МГУ на юридическом факультете. Специальность «Государственное право», тема диплома: «Легитимность: конституционно-правовая характеристика». Научный руководитель — профессор Авакьян С. А.
На четвёртом курсе университета принял православие. Является прихожанином храма Святой Мученицы Татианы при МГУ.
Начал работать юристом в Ренессанс Капитале.
В 2000 году — генеральный директор «Regent European Securities» (ЗАО «Риджент Юропеан Секьюритиз Лимитед»).
В 2002—2004 годах руководил департаментом корпоративных финансов Инвестиционного блока МДМ-Банка.
В 2005 году основал группу Marshall Capital Partners, специализирующуюся на прямых инвестициях.
В 2007 году создал Гимназию Василия Великого (глава попечительского совета) и основал Фонд святителя Василия Великого. Владел 10 % акций «Ростелекома», величина актива оценивалась в 1 млрд долл. 10 февраля 2009 года был избран в совет директоров «Связьинвеста», однако ушёл в ноябре 2010 года. За период, когда К. В. Малофеев возглавлял комитет по стратегическому развитию при совете директоров ОАО «Связьинвест» (с середины 2009 по середину 2011 гг.), капитализация группы компаний «Связьинвест» выросла на 127 % — с 247 млрд руб. до 561 млрд руб. За тот же период консолидированная выручка группы компаний «Связьинвест» увеличилась на 12 % (с 264,6 млрд руб. в 2009 году до 296,0 млрд руб. в 2011 году), а консолидированный показатель OIBDA — на 16 % (с 102 млрд руб. в 2009 году до 118 млрд руб. в 2011 году.).
22 января 2011 года переизбран в совет директоров «Ростелекома». Позднее покинул пост, однако 14 июня 2012 года на годовом общем собрании акционеров туда был избран управляющий директор MarCap Investment Group в Москве, одним из бенефициарных владельцев которой является Малофеев. С середины 2010 года «Ростелеком» возглавляет бывший генеральный директор Marshall Capital Partners Александр Провоторов.
В 2011 года входит в попечительский совет некоммерческого партнёрства «Лига безопасного интернета» (ЛБИ), инициировал создание «чёрных списков» сайтов, распространяющих детскую порнографию и пропагандирующих употребление, изготовление, сбыт наркотических средств и психотропных веществ, активный сторонник цензуры в Сети. До 2015 года был председателем правления Лиги безопасного интернета.
В 2013 году продал свой пакет акций «Ростелекома» самой госкомпании за 25,2 млрд руб, большая часть денег позже ушла на урегулирование претензий ВТБ.
В 2014 году Marshall Capital подписал соглашение о намерениях с европейским фондом CFG Capital (Франция) — частным европейским инвестором с фокусом реализации инвестиционных проектов в России и странах СНГ, с декларируемой целью создания совместного бизнеса CFG Marshall. Однако, поскольку Marshall Capital, чьи активы на пике оценивались в 1,5 млрд долл., попал под санкции, эта сделка не была осуществлена, и совместное предприятие не были образовано; сотрудничество между CFG и Marshall Capital не состоялось.
С 2015 года является председателем совета директоров Группы компаний «Царьград», до ноября 2017 года являлся генеральным продюсером телеканала «Царьград ТВ», в настоящее время — акционером данного медиа.
В 2018 году оказывал поддержку проекту Vladex, ставящим себе задачу «создание цифрового финансового центра на Дальнем Востоке», куда будут стекаться ICO- и ITO-проекты. В итоге зарегистрированная на Кирилла Малофеева компания не вела никакой юридической деятельности. В показаниях Билюченко Vladex описывается как несостоявшийся проект российской национальной криптобиржи.
Осенью 2019 года занял пост председателя наблюдательного совета Международного агентства суверенного развития — негосударственной организации, которая, по словам Малофеева помогает «с экономическим реформированием тем странам, которые пытаются освободиться от экономической и финансовой зависимости от западного мира».

## Семья
Отец — Малофеев Валерий Михайлович (род. 13.01.1946) — астрофизик, заведующий лабораторией Отдела плазменной астрофизики Пущинской радиоастрономической обсерватории Аэрокосмического центра Физического института им. П. Н. Лебедева РАН. Мать — Малофеева Раиса Зинуровна (род. 10.08.1946), была программистом, генеральный директор Фонда Святителя Василия Великого.
Дети:
- Кирилл (род. 1995 г.) — сын, член патриотического движения «Двуглавый орел» и киберспортсмен под ником «Ликкрит[10]», в 2022 году был внесён в санкционный список США[27].
- Наталья (род. 1999 г.) — старшая дочь, с 2020 по 2023 год[28] — жена Леонида Наумовича Мардера, младшего сына бывшего первого заместителя министра связи Наума Семёновича Мардера[29]. В 2024 году в Дубае вышла замуж за внука бизнесмена Бориса Коваленко[28]. Участница поп-рок группы «Дорогой Дневник».
- Татьяна (род. 2011 г.) — младшая дочь[30].

Супруга — Вильтер Ирина Михайловна, в 2023 году начался бракоразводный процесс. 8 сентября 2024 года в Подмосковном посёлке Довиль состоялась свадьба Константина Малофеева и Марии Львовой-Беловой, ранее пара поддерживала романтические отношения.

## Общественная деятельность
В июле 2007 года Малофеев учредил «Русское общество благотворителей в защиту материнства и детства», позднее переименованное в Фонд Святителя Василия Великого.
В январе 2014 года организовал принесение даров волхвов в Россию и Украину, в мае 2015 года — принесение мощей святого князя Владимира в города России и Белоруссии.
В 2014 году Малофеев организовал сбор средств для жителей Севастополя (замороженный украинским банком за подозрение в финансировании пророссийских сепаратистов), а годом позже при его содействии в Симферополе был восстановлен памятник Екатерине II.
С ноября 2017 года является председателем Общества развития русского исторического просвещения «Двуглавый орёл», насчитывающей 73 региональных и 16 местных отделений по всей стране.
Весной 2019 года Константин Малофеев учредил всероссийский конкурсный отбор стипендиатов среди учащихся 8-11 классов для бесплатного обучения в гимназии Василия Великого.
В апреле 2019 года избран заместителем главы международной общественной организации Всемирный русский народный собор. 18 октября 2019 года в ходе XXIII съезда организации, в котором приняли участие чиновники, предприниматели, общественные активисты и религиозные деятели, была представлена «Стратегия народосбережения 2050». Многие положения этого документа были учтены Администрацией Президента и прозвучали в послании Президента Федеральному собранию 15 января 2020 года.
В январе 2020 года в качестве замглавы ВРНС Константин Малофеев стал активным участником общественной дискуссии по внесению изменений в Конституцию РФ и предложил отразить в преамбуле веру в Бога, многодетность, понятие семьи как союза мужчины и женщины. Многие из этих инициатив получили поддержку широкой общественности, в частности, идею зафиксировать брак как союз мужчины и женщины поддержал Владимир Путин.
В 2024 году поддержал позицию, высказанную помощником председателя Правительства Российской Федерации Муслимом Хучиевым, об исключении эволюционного учения из школьных учебников; по мнению Малофеева:
Сегодня же наука генетика не оставляет дарвинистам никаких шансов. Эволюционизм превратился в безбожную секту (хотя сам Дарвин безбожником не был).

## Политическая деятельность
Характеризуется как ортодоксальный русский националист.
17 октября 2012 года 23 октября был зарегистрирован кандидатом-самовыдвиженцем в депутаты Совета депутатов Знаменского сельского поселения Угранского района Смоленской области. Предположительно, участвовал в выборах, чтобы сменить Николая Фролова на посту члена Совета Федерации от Смоленской области.
17 ноября 2012 года Вяземским районным судом Малофеев был снят с выборов за подкуп избирателей, однако решение суда не успело вступить в силу до выборов и кандидат не был вычеркнут из бюллетеней. По результатам выборов Малофеев получил 74,85 % голосов (128 избирателей). Кроме него, депутатами стали Е. В. Животкова и А. И. Хортова.
Как выяснилось[кем?], депутатские запросы и действия Вяземских прокуратуры и суда были инициированы письмом в КПРФ от гражданина Рустяма Нуриманова, который утверждал, что, будучи агитатором на этих выборах, получил указание выплачивать избирателям денежное вознаграждение за их голоса в пользу Малофеева. Позднее адвокаты Малофеева выяснили, что Рустям Нуриманов проживает не в Смоленской области, а в Москве, и что за год до описываемых событий он потерял паспорт. Согласно нотариально заверенным показаниям Нуриманова, он ничего не знал о Малофееве, не работал агитатором на указанных выборах, никогда не бывал в Смоленской области, не писал никаких писем во фракцию КПРФ. На основании выясненной информации адвокаты Малофеева обратились в прокуратуру и в Следственный комитет по Смоленской области с просьбой провести проверку, возбудить уголовное дело по факту использования заведомо подложного документа и признать Малофеева потерпевшим.
8 июня 2016 года Вяземский следственный комитет признал Константина Малофеева потерпевшим в уголовном деле по обвинению в подкупе избирателей. Уголовное дело рассматривалось в течение четырёх лет в судах различных инстанций, в результате чего был признан невиновным в совершении заявленных преступлений.
В марте 2019 года вступил в партию Справедливая Россия, считался фаворитом на должность заместителя лидера политсилы Сергея Миронова и организатором её будущей реформы в обмен на спонсорство. Но в следующем месяце ожидаемого назначения не состоялось, 10 сентября Малофеев публично объявил о выходе из партии. Также рассматривалось его вступление в партию Родина или создание на базе двух партий концептуально новой социал-патриотической партии «с элементами монархической идеологии».

## Российско-украинская война и санкции
Константин Малофеев получил известность в 2014 году в связи с войной на востоке Украины. По данным украинских правоохранительных органов и прессы, Александр Бородай и Игорь Стрелков, которые занимали главные позиции в самопровозглашённой Донецкой народной республике, связаны с Малофеевым. 14 апреля в интернете появились записи радиоперехвата, обозначенные как переговоры сепаратистов, действующих на территории Юго-Востока Украины, в которых человек с позывным «Стрелок» рассказывает об успешной ликвидации сотрудников СБУ в районе Славянска. Человек с позывным «Стрелок» являлся одним из руководителей сепаратистов Игорем Стрелковым, а его собеседник — Малофеев.
Возглавляемый Малофеевым благотворительный Фонд Святителя Василия Великого оказывал помощь казачьим частям, воевавшим на стороне самопровозглашённых республик, гражданскому населению Донбасса, а также беженцам на территории России. Из-за обвинений в поддержке сепаратизма на территории Украины Малофеев попал под санкции. По словам главы Минюста США Меррика Гарланда, его ведомство идентифицировало Малофеева как одного из основных источников финансирования сепаратистов в Крыму и так называемой ДНР и ввело против него санкции, однако Малофеев попытался уклониться от них, используя сообщников, чтобы «тайно приобретать медиа-компании в Европе и управлять ими».
22 июля 2014 года Главное следственное управление МВД Украины открыло уголовное производство в отношении Константина Малофеева по подозрению в создании не предусмотренных законом военизированных или вооружённых формирований (ст. 260 Уголовного кодекса Украины).
В феврале 2015 года российская «Новая газета» опубликовала документ с планом вмешательства России в ситуацию в Украине, который по информации издания был передан в кремлевскую администрацию в период между 4 и 12 февраля 2014 года. «Новая газета» говорила, что этот план предположительно был создан при участии Константина Малофеева. План вмешательства предусматривал «организацию массовых акций неповиновения с требованием федерализации Украины, вступления восточных и юго-восточных областей страны в Таможенный союз, а затем — провозглашения суверенитета с последующим присоединением к России». При этом «доминантными регионами для приложения усилий должны стать Крым и Харьковская область», а на Донбассе в документе подчеркивалось влияние «местной бизнес-элиты, возглавляемой Ринатом Ахметовым», у которой отмечались «свои масштабные интересы».
13 марта 2015 года был награждён орденом Республики Крым «За верность долгу» с формулировкой — «за мужество, патриотизм, активную общественно-политическую деятельность, личный вклад в укрепление единства, развитие и процветание Республики Крым и в связи с Днём воссоединения Крыма с Россией».
В марте 2023 года ФСБ России заявила, что её представители предотвратили покушение на Константина Малофеева: по их словам, под днище автомобиля бизнесмена была заложена бомба, которую удалось обезвредить; по их мнению, покушение было организовано Денисом Капустиным по заданию украинских спецслужб.

## Награды
- Императорский Орден Святой Анны 3-й степени (Российский Императорский дом, 2004 год)[76].
- Орден святого благоверного князя Даниила Московского III степени (2005 год).
- Орден преподобного Серафима Саровского III степени.
- Орден преподобного Сергия Радонежского III степени — за поддержку отдела внешних церковных связей Русской православной церкви[77].
- Синодальный Орден Знамения Божией Матери II степени (18 мая 2012 года, Русская православная церковь заграницей) — за щедрую поддержку Русской зарубежной церкви[78].
- Почётный гражданин Серпуховского района (21 мая 2014 года)[79]
- Орден Республики Крым «За верность долгу» (13 марта 2015 года) — за мужество, патриотизм, активную общественно-политическую деятельность, личный вклад в укрепление единства, развитие и процветание Республики Крым и в связи с Днём воссоединения Крыма с Россией[74].
- Орден Негоша I степени (Республика Сербская, Босния и Герцоговина, 2015 год)[80]
- Национальная премия «Имперская культура» имени Эдуарда Володина (2016 год)[81]
- Орден святого благоверного князя Даниила Московского II степени (19 апреля 2018 года)[82].
- Большой крест Ордена Крыла Святого Михаила (Португальский королевский дом, 2019 год)[83].
- Медаль М. П. Пименова (10 сентября 2024 года, Республика Карелия) — за большой вклад в благотворительную деятельность, направленную на развитие Республики Карелия в области культуры и искусства, а также на реализацию социально значимых проектов на территории республики[84].
- Медаль ордена «За заслуги перед Запорожской областью» (2024 год, Запорожская область)[85].

## Критика

### Информационная атака на ВКонтакте
Основатель социальной сети ВКонтакте Павел Дуров заявил, что Малофеев организовал на его компанию летом 2012 года информационную атаку с целью принудить Дурова и его партнёров продать свои доли.

### Подозрения в мошенничестве с кредитом
В 2007 году дочерняя компания Банка ВТБ VTB Capital pls выдала ООО «Руссагропром» кредит в $225 млн на приобретение у компании «Нутритек» шести молочных предприятий и трёх связанных с ними компаний. Спустя некоторое время компания прекратила выплаты по кредиту и объявила дефолт. ВТБ провёл свою оценку заложенных активов, и, согласно отчёту Deloitte, стоимость их не превышала 40 млн долларов, и их оценка была завышена в пять раз. В отчёте компании Ernst&Young, предоставленном структурами Малофеева, которые участвовали в получении компанией кредита, стоимость залога составляла 366 млн долларов. Неверные данные о состоянии своих молочных заводов аудитору осознанно предоставил «Нутритек».
В 2009 году VTB Capital plc подал в Лондонский суд иск к Константину Малофееву как к бывшему совладельцу «Нутритека» по данному кредиту. В иске ВТБ утверждал, что стал жертвой мошенничества. Банк настаивал, что «Руссагропром» и владельцы «Нутритека» сговорились и потратили заёмные средства на другие цели. В августе 2011 года Высокий суд Лондона решил заморозить активы Малофеева, в число которых вошли 10 % акций «Ростелекома».
20 ноября 2012 года Малофеев был доставлен на допрос, а в его квартире прошёл обыск. Малофеев при этом, как сообщал «КоммерсантЪ», «взят под стражу». Эта информация была опровергнута представителем Фонда Marshall Capital, заявившего, что Малофеев проходит по делу в качестве свидетеля. МВД опубликовало пресс-релиз, согласно которому действия проходили по делу, возбуждённому в 2011 году по мошенничеству с кредитом на сумму 225 млн долларов, взятым компанией «Руссагропром» у банка ВТБ в 2007 году. В рамках начатых по инициативе банка ВТБ судебных разбирательств в Высоком суде правосудия Лондона банку ВТБ не удалось доказать причастность Малофеева к «Русагропрому». ВТБ проиграл Малофееву в трёх инстанциях, включая Верховный суд Соединённого Королевства.
В начале разбирательств ВТБ удалось наложить на активы Малофеева арест, который был впоследствии снят судом из-за предоставления ВТБ недостоверной информации. Но поскольку этот признанный позднее незаконным арест в течение срока его действия помешал Малофееву осуществить сделку по созданию совместного предприятия с USM Holding Алишера Усманова (предполагалось объединение пакетов акций Мегафона, Ростелекома и Yota), Малофеев предъявил банку ВТБ встречный иск о взыскании убытков в связи с упущенной возможностью, размер требований по которому достигал 600 млн долларов. Столь значительный размер убытков объяснялся тем, что Алишер Усманов крайне «удачно» для Малофеева в те же сроки провел IPO Мегафона, и поэтому оценка несостоявшегося совместного предприятия и доли Малофеева в нём могла быть определена с учётом биржевых цен акций Мегафона и Ростелекома.
Однако в конце февраля 2015 года конфликт с ВТБ был урегулирован — банк и предприниматель подписали мировое соглашение, отказавшись от взаимных претензий в Лондонском суде и судах ряда оффшорных юрисдикций.

### Связи с западными политическими деятелями
Малофеев поддерживает контакты с европейскими ультраправыми: так, в конце мая 2014 года он организовал и модерировал в Вене встречу российских и европейских политиков крайне правой ориентации. В апреле 2014 года способствовал Жан-Мари Ле Пен в получении кредита в размере 2 млн евро от принадлежащей российскому капиталу компании. Малофеев был одним из организаторов VIII «Всемирного конгресса семей», который должен был состояться в сентябре 2014 года в Москве (впоследствии был отменён).

### Подозрения в связях с биржей Wex
С персоной предпринимателя связывали интернет-биржу криптовалюты Wex (бывшая BTC-E), которая летом 2018 года перешла к участвовавшему в войне на Донбассе на стороне пророссийских сил под позывным «Морячок» киевскому предпринимателю Дмитрию Хавченко. 16 мая 2018 года с кошельков биржи Wex было выведено 30 тыс. биткоинов и 700 тыс. лайткоинов (эквивалент $350 млн). По версии русской службы Би-би-си со ссылкой на показания сооснователя биржи Алексея Билюченко и аудиозаписи его переговоров с человеком, чей голос похож на Малофеева, Билюченко в мае 2018 года при посредничестве предпринимателя передал ключи шифрования и тем самым отдал всю криптовалюту, хранившуюся на Wex, людям, которые связывали себя с ФСБ. Сам Малофеев отрицал связь с Wex, незадолго до выхода публикации «Би-би-си» «Лента.ру» и сразу несколько телеграм-каналов синхронно вышли с материалами, назначив виновным в исчезновении криптовалюты одного Билюченко.

## Санкции
В июле 2014 года включён в санкционный список всех стран Европейского союза в связи с украинским кризисом 2014 года так как «Малофеев тесно связан с украинскими сепаратистами в Восточной Украине и Крыму», кроме того «он сделал ряд публичных заявлений в поддержку аннексии Крыма и присоединения Украины к России».
В конце 2014 года по той же причине включён в санкции со стороны США и Канады.
В ноябре 2017 года Украина объявила Малофеева в межгосударственный розыск (в пределах СНГ), так как в ходе досудебного расследования получены доказательства о его причастности к совершению преступления по части 5 статьи 260 УК Украины (создание не предусмотренных законом военизированных или вооруженных формирований).
В 2019 году Малофееву был запрещён въезд в Болгарию на 10 лет из-за того, что он является фигурантом расследования об отмывании денег и его дело связано с делом председателя болгарского движения «Русофилы» Николая Малинова, который был задержан ранее в рамках расследования дела о шпионаже в пользу российских спецслужб.
После вторжения России на Украину был внесён в санкционные списки Швейцарии, Австралии, Японии, Украины, Новой Зеландии, с 14 февраля 2022 года — Великобритании, с 20 апреля 2022 года — Соединённых Штатов Америки, с 3 марта 2022 года находится под санкциями Японии, с 19 октября 2022 — Украины, с 3 мая 2022 года — Новой Зеландии.
6 апреля 2022 года Минюст США обвинил Малофеева в обходе введённых санкций, были конфискованы миллионы долларов, лежавшие на счёте в одном из американских банков, которые были получены в результате нарушения Малофеевым санкций. Кроме того введены санкции в отношении нескольких компаний и физических лиц, которые использовались для обхода санкций, также Минфин поручил «блокировать любые компании прямо или косвенно принадлежащие Малофееву на 50 % и более».
2 февраля 2023 года манхеттенский районный суд Нью-Йорка (судья Paul Gardephe) вынес постановление об изъятии (англ. forfeiture order) в отношении замороженных денежных средств Малофеева на сумму $5,4 млн. Это решение открывает возможность для использования изъятых средств на возмещение убытков Украины от российской агрессии. Решение является первым постановлением об изъятии, вынесенным после учреждения в 2022 году специальной комиссии минфина США по изъятию средств олигархов, близких к Владимиру Путину в ответ на российское вторжение на Украину. 4 февраля 2023 года генпрокурор США Меррик Гарланд объявил о передаче конфискованных активов Малофеева на нужды Украины.